# Julio Alberto Rubiano
Rubiano  Pachón est un nom espagnol. Le premier nom de famille, en général paternel, est Rubiano ; le second, en général maternel, souvent omis, est Pachón.
Julio Alberto Rubiano Pachón, né à Nemocón (Cundinamarca) le 17 août 1953 et mort le 8 janvier 2019 à Bogota, est un coureur cycliste colombien des années 1970 et 1980.
Il devient champion de Colombie en 1979 et s'impose dans le Tour du Chili 1982.

## Biographie
Julio Alberto Rubiano est un des meilleurs cyclistes colombiens durant sa période au plus haut niveau (de 1974 à 1985). Il se caractérise par sa puissance physique lui permettant d'être à l'aise sur tous les terrains. Ainsi, il est un élément clé de la sélection nationale colombienne, « sauvant la patrie sur terrain plat ».
En 1974, à peine âgé de vingt et un ans, Julio Alberto Rubiano participe aux premiers championnats panaméricains à Cali. Il dispute le contre-la-montre par équipes, épreuve d'ouverture de la compétition continentale, avec sa sélection. Elle subit la loi des Mexicains mais décroche la médaille d'argent à 48 s des Nord-américains.
Rubiano représente son pays aux Jeux olympiques de 1976 à Montréal, dans l'épreuve du contre-la-montre par équipes.
En 1980, il est membre de la délégation colombienne invitée au Tour de l'Avenir où son rôle est « fondamental » dans la victoire de son coéquipier Alfonso Flórez. En battant le Soviétique Sergueï Soukhoroutchenkov, titré lors des deux précédentes éditions et champion olympique à Moscou, Flórez devient le premier latino-américain vainqueur de cette épreuve.
En 1982, Julio Alberto remporte le Tour du Chili. Il dépossède de son maillot de leader son partenaire de sélection José Patrocinio Jiménez à l'issue du contre-la-montre.
De plus, Rubiano fait partie de la première équipe cycliste colombienne (amateur) invitée à participer à un grand tour, le Tour de France 1983. Il est contraint à l'abandon lors de la onzième étape.
| Image externe |                       |
|               | Julio Alberto Rubiano |

Sur le plan national, Julio Alberto Rubiano intègre l'équipe du ministère des Travaux publics (Ministerio de Obras Públicas) et dès sa première année avec celle-ci, il se fait connaitre par sa victoire dans la Vuelta de la Juventud 1974, remporté grâce à l'aide de Patrocinio Jiménez. Rubiano remporte également au cours de sa carrière cycliste trois Clásica a Boyacá, deux Clásica de Cundinamarca et une Vuelta a Antioquia, épreuves majeures du calendrier national colombien. En 1979, il profite de la disqualification d'Antonio Londoño pour devenir champion de Colombie. À son palmarès figurent, en outre, deux podiums sur le Tour de Colombie (en 1979 et en 1981) et deux sur le Clásico RCN. De plus, de nombreuses victoires d'étapes jalonnent sa carrière.
Julio Alberto Rubiano décède d'un infarctus le 8 janvier 2019 à Bogota alors qu'il œuvrait pour son entreprise d'installation de poteaux électriques. Jusqu'à sa mort, il habitait dans le quartier Primavera de Bogota.

## Palmarès
| - 1974 - Vuelta de la Juventud : - Classement général - 5e étape - Médaillé d'argent des 100 km contre-la-montre par équipes des championnats panaméricains - 3e de la Clásica de Cundinamarca - 1975 - Clásica de Cundinamarca : - Classement général - 1re, 3e, 5e (contre-la-montre) et 6e étapes - 4e étape du Tour de Colombie - 1977 - 4ea étape de la Clásica a Boyacá (contre-la-montre) - Clásica de Cundinamarca : - Classement général - 3e étape - 4e étape du Tour de Colombie - 3e de la Clásica a Boyacá - 1978 - Clásica a Boyacá : - Classement général - 3e étape - 2e du Clásico RCN | - 1979 - Champion de Colombie sur route - 2e du Tour de Colombie - 1980 - Clásica a Boyacá - 1981 - Vuelta a Antioquia - Clásica a Boyacá - 1re étape du Clásico RCN - 2e du Tour de Colombie - 3e du Clásico RCN - Médaillé de bronze du 100 km contre-la-montre par équipes des championnats panaméricains - 1982 - Tour du Chili - 8e étape du Clásico RCN - 1984 - Médaillé de bronze de la course en ligne des championnats panaméricains |

### Résultats sur les grands tours

#### Tour de France
1 participation.
- 1983 : abandon (11e étape)[5].

### Résultats sur les championnats

#### Jeux olympiques
1 participation.
- Montréal 1976 : 23e des 100 km par équipes[4].

#### Championnats du monde amateurs
- Mettet 1975 : 24e des 100 km par équipes (avec Álvaro Pachón, Manuel Ignacio León et Henry Cuevas (de))[8].

#### Championnats panaméricains
- Cali 1974
  -  Médaillé d'or de la poursuite par équipes.
  -  Médaillé d'argent du contre-la-montre par équipes.
- Medellín 1981
  - Huitième de la course en ligne.
- Medellín 1984
  -  Médaillé de bronze de la course en ligne.

#### Championnats de Colombie
- 1979 :  champion de Colombie.